# Kristian Birkeland

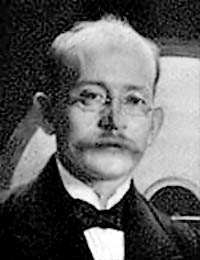
Kristian Birkeland.

Kristian Olaf Bernhard Birkeland, född 13 december 1867 i Kristiania, död 15 juni 1917 i Tokyo, Japan, var en norsk fysiker, som studerade magnetism och elektricitet. Han var kusin till Richard Birkeland. 
Birkeland blev professor i fysik i Kristiania 1898. Han lyckades bland annat i sitt laboratorium vid universitetet i nuvarande Oslo framställa konstgjort norrsken. Kristian Birkeland konstruerade också terellan, ett magnetiserat klot som fungerar som en modell av jorden med dess magnetfält.
Tillsammans med den norske ingenjören Sam Eyde uppfann han den så kallade Birkeland-Eyde-metoden för att ur luft framställa kväveoxider, en grund för att producera konstgjord salpeter. Uppfinningen blev så småningom grunden till bildandet av det norska företaget Norsk Hydro. 
Han avbildas på den norska 200-kronorssedeln.